# L'immenso (Negramaro)
L'immenso è un singolo del gruppo musicale italiano Negramaro, pubblicato il 16 settembre 2007 come secondo estratto dal quarto album in studio La finestra.
Ha raggiunto il podio dei brani più trasmessi dalle radio.

## Tracce
1. L'immenso – 3:34

## Classifiche
| Classifica (2007) | Posizione massima |
| ----------------- | ----------------- |
| Italia            | 13                |